# South Harting
South Harting – wieś w Anglii, w hrabstwie West Sussex, w dystrykcie Chichester. Leży 17 km na północny zachód od miasta Chichester i 80 km na południowy zachód od Londynu.